# Kasteel van Pińczów
Het grotendeels verdwenen kasteel van Pińczów (Pools: Zamek w Pińczowie) was een 15e-eeuws kasteel bij Pińczów. Het overgebleven bouwwerk is een beschermd architectonisch monument.

## Geschiedenis

### Oleśnicki tijdperk
De oudste vermelding van een kasteel (Pandzitsky castrum) bij Pińczów is te herleiden uit een document van 1400. Het kasteel en het plaatsje werden tussen 1424 en 1428 door de bisschop Zbigniew Oleśnicki voor zijn broer Jan Głowacz gekocht. De bisschop gebruikte de inkomsten van het Bisdom van Krakau om landgoederen voor zijn verwanten te kopen totdat die tot de grootgrondbezitters van Zuid-Polen behoorden. De familie Oleśnica heeft op de plek van het oude kasteel over een periode van 30 jaar een nieuw complex gebouwd. Het kasteel van Pińczów symboliseert als zetel van de Oleśnicki-familie deze klim op de sociale ladder.
Het kasteel van de Oleśnicki-familie bestond uit een twee verdieping hoge donjon, twee rechthoekige torens van verschillende hoogtes en een toegangspoort waarop een kapel stond. Ook werd een brug dat ondersteund werd door pijlers gebouwd

### Myszkowski tijdperk
Het kasteel werd 1586 door de bisschop Piotr Myszkowski gekocht. De Myszkowski-familie heeft het kasteel in de renaissancestijl herbouwd en uitgebreid. De architect Santi Gucci leidde dit project.

### Wielopolski tijdperk
Het kasteel werd in 1729 geërfd door Franciszek Wielopolski, die het complex heeft laten renoveren. Het kasteel werd echter, met de bouw van een barokke paleis aan de voet van de heuvel, in de tweede helft van de 18e eeuw verwaarloosd en uiteindelijk gesloopt. Alleen wat muurresten en een 16e-eeuws maniëristisch torentje zijn overgebleven.

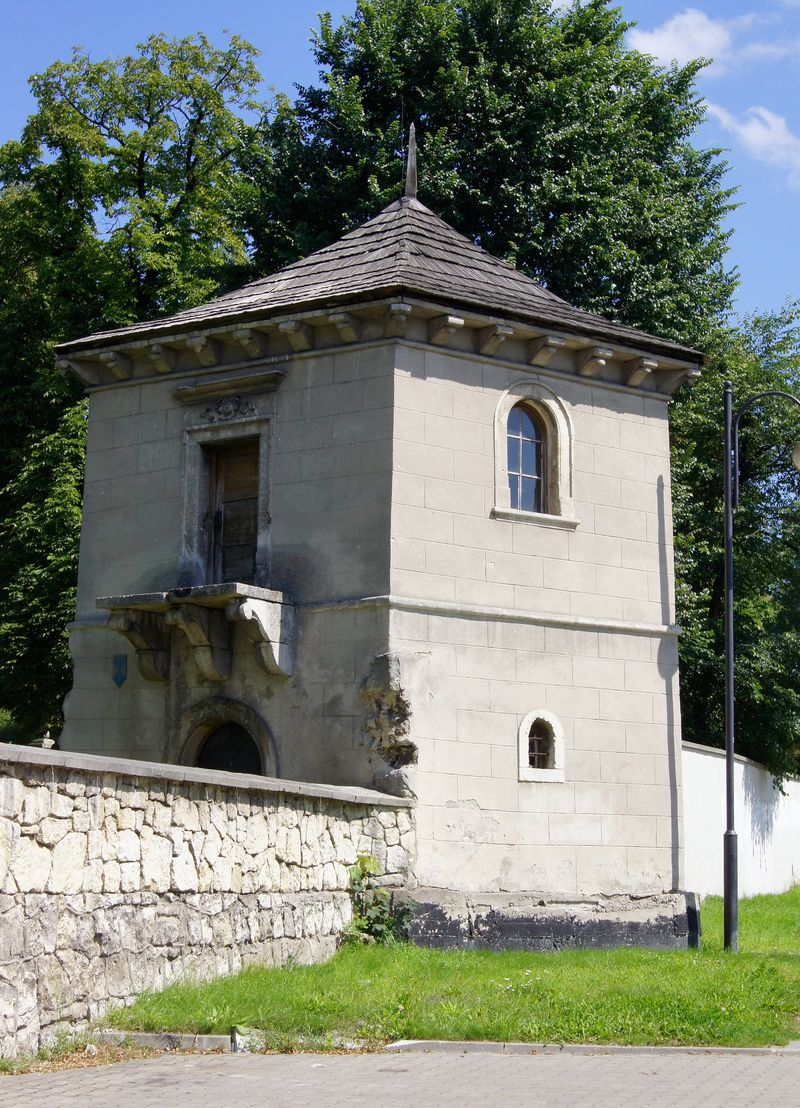
Het 16e-eeuws maniëristisch torentje, ontworpen door Santi Gucci

## Bewoners
- Jan Głowacz Oleśnicki
- Mikołaj Oleśnicki
- Piotr Myszkowski
- Zygmunt Myszkowski
- Ferdynand Myszkowski
- Gonzaga Myszkowski
- Franciszek Wielopolski
- Elżbieta Wielopolska